# José Luis Álvarez "Rocky"
José Luis Álvarez "Rocky" (1954-) es un exboxeador español y actual entrenador del Boxing Club Cidade de Lugo. Como boxeador, fue dos veces Campeón Gallego de Boxeo, Campeón Galaico-Astur (1975) y campeón de la Liga Nacional de Boxeo (1976) con la Selección de Canarias. En el año 1980 le disputó el título nacional de los pesos medios a Alfredo Naveiras en Lugo, donde se proclamó subcampeón de España.
Como entrenador, enfrentó a Domingo Sánchez "Miki", de Lugo, contra Javier Castillejo, en 1990, cuando el púgil lucense se proclamó subcampeón de España tras perder por lesión. En 1992, con el púgil José Luis Neira, conseguiría que se proclamase subcampeón de España amateur. En el año 2007, como entrenador del Boxing Club Cidade de Lugo, consiguió junto con el púgil Alberto Piñeiro "El Piña" el primer Campeonato de España de Boxeo para Lugo. Como Seleccionador Gallego consiguió, también por primera vez, el Campeonato de España por Autonomías para Galicia en el año 2007.

## Historia

### Como boxeador

#### Primeros años
Debutó en el año 1969, con 15 años, venciendo por KO en el primer asalto ante un rival que le doblaba la edad, 30 años. Desde ahí siguió progresando.

#### Servicio Militar en Canarias
En el año 1976, fue destinado a realizar el Servicio Militar en Las Palmas de Gran Canaria, donde siguió entrenando y se proclamó Campeón de la Liga Nacional de Boxeo (1976) con la Selección Canaria de Boxeo en el peso wélter.

#### Disputa del Campeonato de España profesional
Disputó el Campeonato de España de los pesos medios en el año 1980 contra Alfredo Naveiras (Asturias), perdiendo en el cuarto asalto por KO técnico.

## Como entrenador

Logo del Boxing Club Cidade de Lugo

### Primer club
En el año 1990 enfrentó a su pupilo Domingo Sánchez "Miki" con Javier Castillejo, que perdió en el cuarto asalto por lesión. Dos años más tarde con otro de sus pupilos, José Luis Neira logró que se proclamase subcampeón de España amateur del año 1992.

### Boxing Club Cidade de Lugo
Fundó el Boxing Club Cidade de Lugo en el año 2005. Dos años más tarde, consiguió el primer Campeonato de España de Boxeo para Lugo con el púgil Alberto Piñeiro "El Piña".

## Palmarés

### Como boxeador
- 2 × Campeón Gallego
- Campeón Galaico-Astur (1975)
- Campeón de la Liga Nacional de Boxeo (1976)
- Subcampeón de España (1980)

### Como entrenador
- Premio de la Federación Española de Boxeo por la Colaboración España-Portugal (1979)
- Medalla de Oro en los Campeonatos de España (2007)
- 2 × Medalla de Plata en los Campeonatos de España (1992 y 2009)
- 2 × Medalla de Bronce en los Campeonatos de España (2009 y 2012)
- 5 × Medalla de Oro en los Campeonatos Gallegos (2 × 2004, 2 × 2005 y 2007)
- Medalla de Plata en los Campeonatos Gallegos (2010)
- 2 × Medalla de Bronce en los Campeonatos Gallegos (2003)
- 2 × Premio Milagrosista del Año (2005 y 2006)
- 2 × Premio del Diario el Progreso (2008 y 2009)